# ميليندا باستروفيكس
ميليندا باستروفيكس (بالمجرية: Pastrovics Melinda)‏ مواليد 28 مايو 1981 في المجر، هي لاعبة كرة يد مجرية تلعب كحارس مرمى. مثلت منتخب المجر لكرة اليد للسيدات.

## سجل المنافسة
شاركت في البطولات التالية:
- بطولة العالم لكرة اليد للسيدات 2009
- بطولة أوروبا لكرة اليد للسيدات 2008